# Tensor de constantes elásticas

Componentes del tensor del tensiones, correspondientes a las componentes del tensor de rigidez

El tensor de constantes elásticas, o tensor de rigidez, es una herramienta matemático utilizada en elasticidad. Es un tensor simétrico de orden 4 que interviene en la expresión de la ley de elasticidad de Hooke generalizado a materiales anisótropos. En el caso más general, contiene 21 coeficientes independientes que vinculan las 6 componentes del tensor de deformación con las 6 componentes del tensor de tensión. Estas componentes tienen la dimensión de una presión, es decir se expresan en pascales en el sistema internacional, al igual que el módulo de Young que generalizan. El inverso del tensor de constantes elásticas se llama tensor de flexibilidad.
Las notaciones utilizadas varían según los contextos y los autores. Las componentes del tensor pueden denominarse:
{\displaystyle c_{ijkl}}, {\displaystyle C_{ijkl}} o {\displaystyle E_{ijkl}}.
Según la ley de elasticidad de Hooke, el tensor de las constantes elásticas está dado por el tensor de deformación {\displaystyle \varepsilon _{kl}} y por el tensor de tensión {\displaystyle \sigma _{ij}} de acuerdo con el convenio de suma de Einstein:
{\displaystyle \sigma _{ij}=c_{ijkl}\,\varepsilon _{kl}.}
Es un tensor de orden 4, con {\displaystyle 3^{4}=81} coeficientes. Siendo los tensores {\displaystyle \varepsilon _{ij}} y {\displaystyle \sigma _{kl}} simétricos, este tensor verifica las relaciones {\displaystyle c_{ijkl}=c_{jikl}=c_{ijlk}}. Además, suponiendo que el tensor de tensiones se puede deducir de una energía potencial, se puede demostrar que el tensor de constantes elásticas es invariante mediante la permutación de los pares de índices: {\displaystyle c_{ijkl}=c_{klij}}. La existencia de estas relaciones reduce el número de coeficientes independientes a 21. Este es un número máximo, válido para una estructura cristalina triclínica.